# 沙尔纳
沙尔纳（法語：Charnat，法語發音：[ʃaʁna]）是法国多姆山省的一个市镇，属于蒂耶尔区。

## 地理
沙尔纳（45°56'36"N, 3°25'58"E）面积5.42 平方千米，位于法国奥弗涅-罗讷-阿尔卑斯大区多姆山省，该省份为法国中南部省份，北起阿列省接壤，东临卢瓦尔省，南至上盧瓦爾省和康塔爾省，西接科雷兹省和克勒兹省。
与沙尔纳接壤的市镇（或旧市镇、城区）包括：利蒙、吕济亚、帕利耶尔、皮纪尧姆、万泽勒。

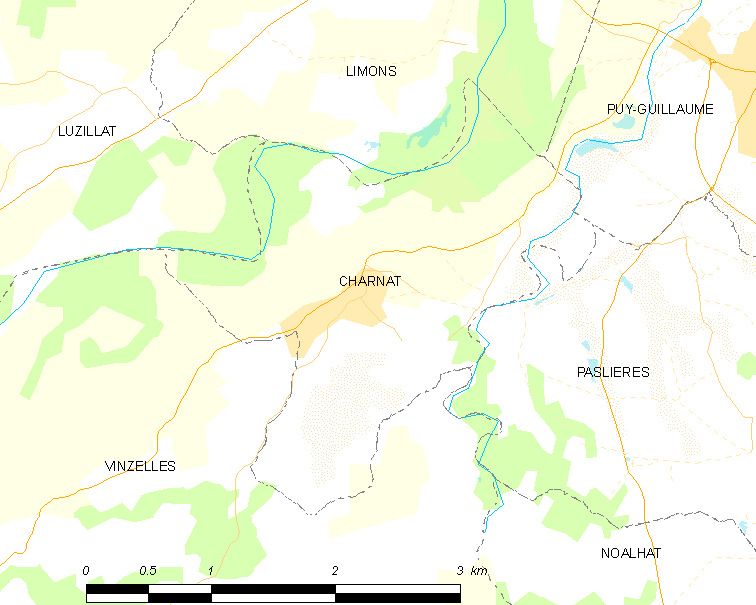
沙尔纳的OSM定位图

沙尔纳的时区为UTC+01:00、UTC+02:00（夏令时）。

## 行政
沙尔纳的邮政编码为63290，INSEE市镇编码为63095。

## 政治
沙尔纳所属的省级选区为马兰格县。

## 人口

1962-2008年间沙尔纳人口变化图示

沙尔纳于2022年1月1日时的人口数量为205人。